# Luis Arce
Luis Alberto Arce Catacora, detto Lucho (La Paz, 28 settembre 1963), è un politico ed economista boliviano, Presidente della Bolivia dall'8 novembre 2020.
È stato precedentemente Ministro dell'Economia durante il governo Morales, dal 2006 al 2017 e nel 2019. È riconosciuto come l'architetto della crescita economica dalla Bolivia del governo del presidente Morales.

## Biografia
Luis Arce è nato nel 1963 a La Paz. È figlio di Carlos Arce Gonzales e Olga Catacora, entrambi insegnanti. Arce è cresciuto in una famiglia della classe media, iniziando i suoi studi scolastici nel 1968 e diplomandosi al liceo di La Paz nel 1980. Ha studiato all'Istituto di educazione bancaria di La Paz, inizialmente diplomandosi come contabile nel 1984. Nel 1991 ha conseguito una laurea in economia presso l'Università Superiore di San Andrés prima di completare gli studi all'estero presso l'Università di Warwick a Coventry, Regno Unito, dove ha conseguito nel 1997 con un master in economia. Ha anche ottenuto un dottorato onorario presso l'Università delle Ande (UNANDES) e l'Università Privata Franz Tamayo (UNIFRANZ) in Bolivia.

## Ministro dell'Economia
Il 23 gennaio 2006, l'allora presidente boliviano Evo Morales nominò Arce nuovo ministro dell'allora Ministero delle Finanze. Tre anni dopo, nel 2009, assunse la guida del nuovo Ministero dell'Economia e delle Finanze Pubbliche. Supervisionò la nazionalizzazione delle società di idrocarburi, telecomunicazioni e minerarie della Bolivia, la creazione di BancoSur, la stabilità del tasso di cambio, la rapida espansione dell'economia boliviana. La Bolivia fu in grado di ridurre il suo livello di povertà dal 38,2% al 15,2%, secondo i rapporti del Programma di Sviluppo delle Nazioni Unite (UNDP), con un PIL in aumento del 344%. 

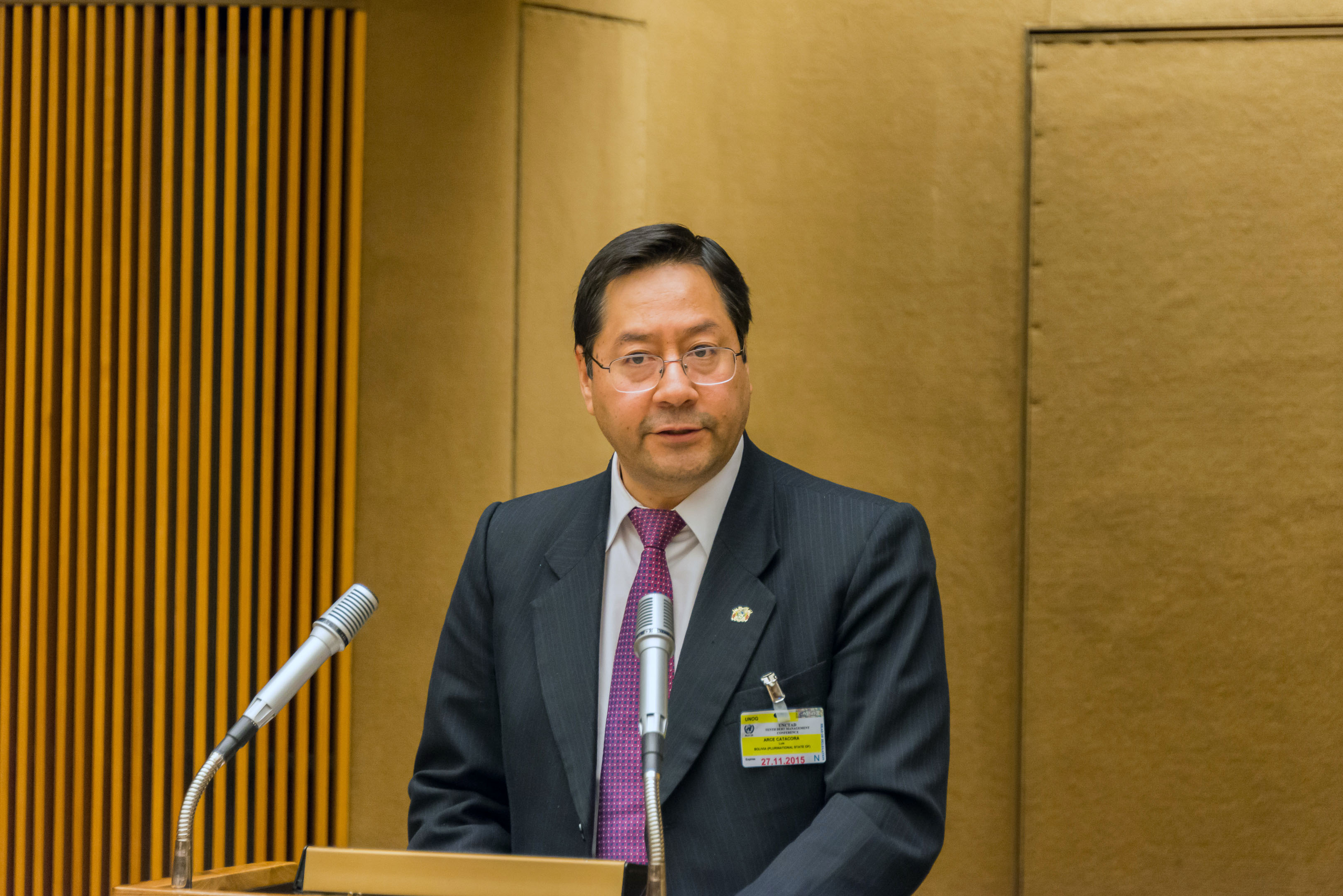
Arce pronuncia il discorso principale all'apertura della 10ª Conferenza UNCTAD sulla gestione del debito, 23 novembre 2015

Tra le principali misure adottate da Luis Arce che permisero lo sviluppo economico della Bolivia vi furono l'incentivazione del mercato interno, la stabilità del tasso di cambio e le politiche di industrializzazione delle risorse naturali, il tutto racchiuso in un modello di sviluppo sociale e comunitario produttivo. La Bolivia fu in grado di ridurre il suo livello di povertà dal 38,2% al 15,2%,  secondo i rapporti del Programma di Sviluppo delle Nazioni Unite (UNDP) e della CEPAL. Nel 2018, la Bolivia ha registrato un tasso di inflazione dell'1,51%, il più basso dal 2009.
Come ministro dell'economia, Arce mantenne un profilo relativamente basso. Christopher Sabatini, ricercatore senior per l'America Latina presso Chatham House e fondatore di Americas Quarterly, definì Arce "uno dei pochi tecnocrati del MAS". "È equilibrato" e "non si impegna in una retorica infiammatoria", scrisse Sabatini. I media boliviani spesso attribuivano ad Arce il merito di aver guidato la nazione attraverso un periodo di crescita economica. Il 24 giugno 2017, Arce fu costretto a rinunciare al suo incarico e a recarsi in Brasile per sottoporsi a un intervento chirurgico a causa un cancro al rene. Rimase in Brasile per un periodo di recupero obbligatorio prima di tornare al suo incarico di ministro dell'economia il 23 gennaio 2019. 

### Riconferma
Verso la fine del 2019, la Bolivia venne travolta da una serie di dimostrazioni, marce e proteste sempre più feroci derivanti dalle accuse di frode elettorale nelle elezioni presidenziali di quell'anno. Durante questo periodo di instabilità politica, Arce è stato costretto ad annunciare la sospensione da parte del governo di vari benefici sociali in alcune regioni, tra cui pensioni di vecchiaia e buoni scuola, a causa degli scioperi e dei blocchi in corso e del sequestro degli uffici fiscali e doganali nazionali. Ha stimato che il danno economico della crisi dopo quattordici giorni di scioperi stava costando al governo 12 milioni di dollari al giorno, per un totale di 167 milioni di dollari entro il 6 novembre. Quattro giorni dopo, il 10 novembre, Arce ha consegnato le sue dimissioni irrevocabili al presidente, giustificando che "il lavoro irresponsabile dell'Organo elettorale plurinazionale" ha reso necessario il suo dimissioni per "pacificare il paese". Poche ore dopo lo stesso Morales ha annunciato le sue dimissioni.
Poco dopo le dimissioni, Arce si rifugiò nell'ambasciata messicana a La Paz, dove gli fu concesso asilo dal governo messicano. Data la sua storia medica, il governo ad interim di Jeanine Áñez concesse a lui e alla moglie un salvacondotto per lasciare il paese. Tuttavia, Arce denunciò di aver ricevuto molestie dalla polizia mentre tentava di imbarcarsi sul suo volo all'aeroporto internazionale di El Alto. Il 6 dicembre, dopo una breve sosta a Lima, Arce arrivò in Messico, dove si unì ad altre autorità boliviane in esilio, tra cui Morales.

## Campagna presidenziale del 2020
Entro due settimane dalla rimozione di Morales, il governo di transizione ha lanciato l'appello per elezioni generali anticipate. La legislazione precludeva alle persone elette negli ultimi due mandati costituzionali di presentare le loro candidature, una clausola che impediva esplicitamente a Morales di tornare alla presidenza. Di conseguenza, il MAS è stato incaricato di selezionare un nuovo candidato presidenziale tra i suoi ranghi, un processo che ha avuto luogo in Argentina, dove Morales ha chiesto asilo al Messico. Il 19 gennaio 2020, la maggioranza degli oltre cinquanta delegati del partito ha eletto Arce come candidato presidenziale del MAS (Movimento per il Socialismo) da una lista di quattro pre-candidati. Tra i secondi classificati, l'ex ministro degli Esteri David Choquehuanca è stato scelto come compagno di corsa di Arce con lo slogan "Lucho e David, un solo cuore". Morales ha assicurato che "la combinazione tra i colleghi della città e i colleghi della campagna [continuerà] questo processo di cambiamento". 
Arce ha partecipato per la prima volta alle elezioni nazionali, poiché la maggior parte della sua vita professionale e lavorativa è stata spesa come funzionario dello Stato e non tanto come politico di carriera. Successivamente, le elezioni si sono tenute il 18 ottobre e lui è stato dichiarato vincitore al primo turno con il 55,11% dei voti.
Il ministro della difesa del governo Áñez, Luis Fernando López, e gli ufficiali boliviani hanno pianificato un colpo di stato per impedire l'insediamento di Luis Arce e annullare le elezioni, cercando anche di reclutare mercenari statunitensi, secondo le registrazioni trapelate nel 2021 dal sito investigativo The Intercept.

### Blocco rinnovo MAS-IPSP
Il 4 ottobre 2023, Arce e Choquehuanca sono stati espulsi dal Movimento al Socialismo dal consiglio presieduto da Evo Morales, a causa del loro rifiuto di partecipare al congresso tenutosi a Cochabamba.  A quel tempo si cominciò a percepire l'esistenza di due fazioni: "Evistas" e "Arcistas". Successivamente, la fazione archista cominciò a chiamarsi "Bloque Renovador", nominando Grover García presidente del partito.
Luis Arce è stato espulso dal MAS-IPSP accusato di tradire le idee di Evo Morales che lo aveva scelto come candidato. Luis Arce, proveniente dalla borghesia urbana ed ex alto funzionario, ha un profilo più tecnocratico e moderato dell'ex presidente Evo Morales, di origine contadina ed ex attivista di movimenti sociali. Quando divenne presidente, la sua forma di governo era simile a quella di Morales, ma in seguito se ne allontanò; il suo stile di governo è stato paragonato a quello di Lenin Moreno, che divise il partito al governo e prese le distanze dal suo predecessore.

### Tentativo di colpo di stato

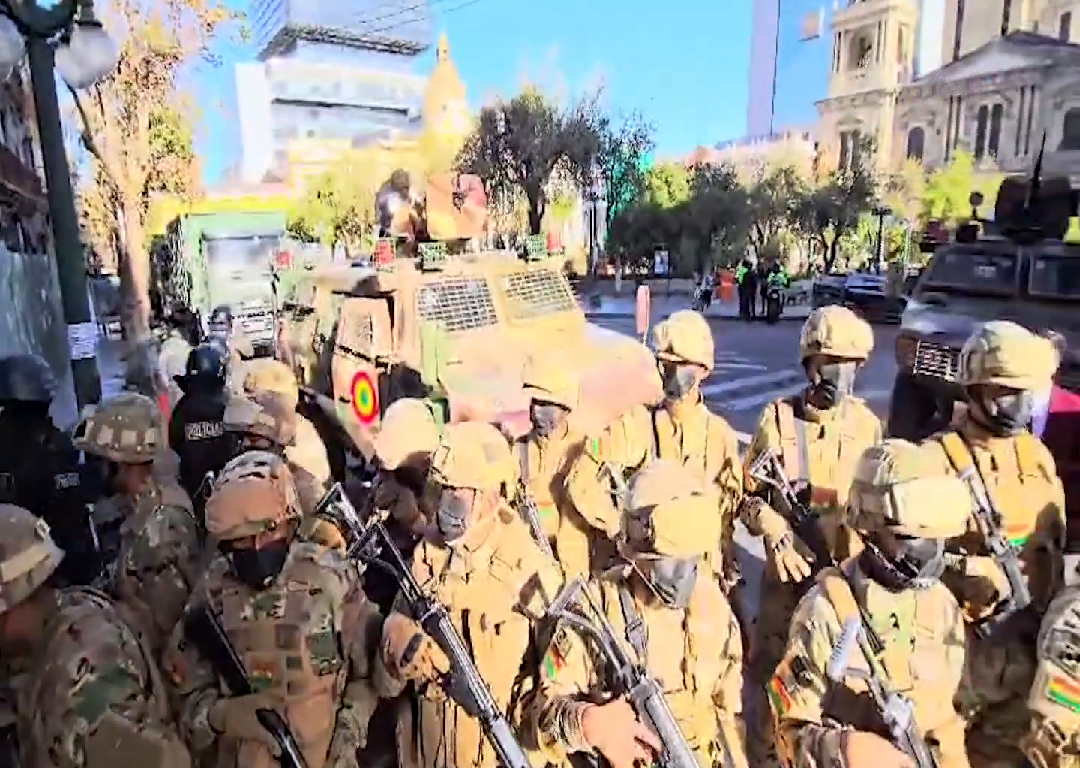
Militari nel centro di La Paz; i dintorni della Casa del Pueblo e Plaza Murillo

Il 26 giugno 2024, le truppe al comando dell'allora comandante dell'esercito, il generale Juan José Zúñiga, presero la piazza Murillo della città di La Paz e poi d'assalto il Palacio Quemado, provocando uno scontro verbale con il presidente Arce, che riuscì a convincerlo a porre fine al suo atteggiamento, lo congedò e ne ordinò l'arresto. Il tentativo di colpo di stato è durato quattro ore, durante le quali 12 persone sono state ferite da armi da fuoco. Dopo il ritiro delle truppe da Plaza Murillo, la polizia ha proceduto all'arresto di Zúñiga e del capo delle forze armate Juan Arnez Salvador come una dozzina di soldati che collaborarono al tentativo di colpo di stato.
Durante la presa di piazza Murillo, Zúñiga ha parlato ai media affermando che: “Libererebbe tutti i prigionieri politici”, tra cui l’ex presidente Jeanine Añez e il governatore dell’opposizione Luis Fernando Camacho, entrambi in prigione per il colpo di stato del novembre 2019 contro Morales.  Zúñiga era noto per la sua posizione irremovibile contro Evo Morales in corsa per le prossime elezioni presidenziali. Dopo il suo arresto, ha dichiarato che è stato il presidente Arce a chiedergli di organizzare la rivolta per guadagnare popolarità in vista delle elezioni, manifestazioni che, secondo il ministro Eduardo del Castillo, "mancano di veridicità".

## Vita privata
Arce è stato sposato con Jéssica Mosqueira, madre dei suoi tre figli: Luis Marcelo Arce Mosqueira, Rafael Ernesto Arce Mosqueira e Camila Daniela Arce Mosqueira.
Si è poi sposato con Lourdes Durán Romero, first lady della Bolivia.